# Стрэчен, Ричард, 6-й баронет
Ричард Стрэчен, 6-й баронет (англ. Richard Strachan; 27 октября 1760, графство Девон — 3 февраля 1828, Лондон, Великобритания) — офицер британского флота, участник Французских революционных и Наполеоновских войн, адмирал (19 июля 1821), баронет(1777). Последний баронет рода Стрэчен, так как он умер не оставив наследников мужского пола, право на баронетство было потеряно в 1854 году.

## Ранние годы
Ричард Стрэчен родился в Девоне 27 октября 1760 года в семье лейтенанта Патрика Стрэчена и его жены, дочери капитана Королевского флота Питмана. Его дядя сэр Джон Стрэчен, пятый баронет, так же был офицером британского флота. Следуя по стопам своего отца и дяди Ричард в возрасте двенадцати лет поступил на военно-морскую службу. В 1772 году он начал службу мичманом на судне HMS Intrepid. Затем он отплыл с Intrepid в Ост-Индию, после был переведен на HMS Orford, под командование своего дяди. Он продолжал службу на ряде кораблей на Североамериканской станции — на борту HMS Preston под командованием коммодора Уильяма Хотэма, а затем на HMS Eagle, флагмане лорда Хау.
Страчен был переведен на борт корабля Actaeon, на котором отплыл сначала к побережью Африки а затем в Вест-Индию. После смерти своего дяди 26 декабря 1777 года, Ричард унаследовал титул баронета. Он был произведен в лейтенанты 5 апреля 1779 года, после чего был назначен третьим лейтенантом на HMS Hero под командованием капитана Джеймса Хокера. На борту Hero, который входил в состав эскадры коммодора Джорджа Джонстона Стрэчен принял участие в Сражении у Порто-Прая против французской эскадры коммодора Пьера-Андрэ де Сюффрена 16 апреля 1781 года. После этого сражения Hero был отправлен в Ост-Индию, где Стрэчен был переведен первым лейтенантом на HMS Magnanime, а затем на HMS Superb. Именно на борту Superb 17 февраля 1782 года он принял участие в первом из четырёх сражений между французской эскадрой коммодора Пьера-Андрэ де Сюффрена и английской эскадрой контр-адмирала Эдварда Хьюза, известном как битва у Садраса.
В январе 1783 года Стрэчен был назначен капитаном куттера HMS Lizard, а 26 апреля 1783 года стал капитаном фрегата Naiad. После окончания американской войны за независимость он получил под свое командование 28 пушечный фрегат HMS Vestal и приказ доставить британского посла, достопочтенного Чарльза Алана Кэткарта к императору Китая. Посол был серьёзно болен уже к моменту отплытия из Портсмута и его состояние продолжало ухудшаться с каждым днем. Когда судно достигло Бангкского пролива посол умер и кораблю пришлось вернулся в Англию. Затем Стрэчен вновь получил приказ отправиться в Ост-Индию, где он должен был присоединится к эскадре под командованием коммодора Уильяма Корнуоллиса. По прибытии Стрэчен был назначен капитаном HMS Phoenix. В ноябре 1791 года во время плавания у побережья Малабара он обнаружил французский 46-пушечный фрегат Résolue, который сопровождал два торговых судна в Мангалур. Так как у Стрэчена возникло подозрение, что суда перевозят военные грузы для Типу Султана, с которым британцы тогда были в состоянии войны, он принял решение обыскать эти суда, но получил решительный отказ французского капитана. В результате завязался упорный бой, который продолжался до тех пор, пока французский фрегат не спустил флаг. На борту Phoenix было убито 6 человек и 11 ранено, на Résolue 25 убито и 40 ранено. После сдачи торговые суда были осмотрены, но подозрения Стрэчена не оправдались. Капитан Résolue настаивал на том, что его корабль был взят в качестве приза, от чего сэр Ричард отказался (так как захват судна в мирное время мог вызвать протесты со стороны французских властей); вместо этого он отбуксировал французский фрегат в Телличерри, откуда он впоследствии отправился во французское поселение в Маэ.

## Французские революционные и наполеоновские войны

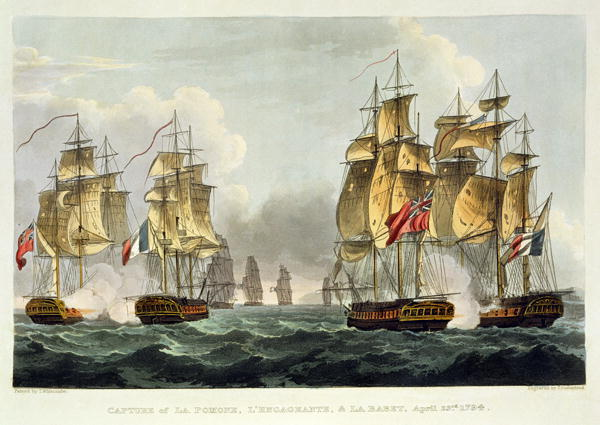
Бой эскадры Уоррена с французскими фрегатами

Стрэчен вернулся в Англию в 1793 году и был назначен командиром фрегата HMS Concorde, весной 1794 года он присоединился к эскадре под командованием сэра Джона Борлэза Уоррена, патрулирующей район Бреста. Утром 23 апреля 1794 года, на рассвете, британская эскадра обнаружила отряд из четырёх французских фрегатов. Коммодор Уоррен, опасаясь, что противник попытается сбежать в порт, подал сигнал для своей эскадры, чтобы они вступили в бой, и тем самым отрезали французов от их собственного берега. Битва велась с большим упорством в течение трех часов, в результате чего три из четырёх французских фрегатов были захвачены, причем один из них, 38-пушечный фрегат L’Engageante, сдался Concorde. Четвёртый французский фрегат, тот самый La Resolue, который был захвачен Стрэченом у Малабара уклонился от боя и сумел уйти.
Вскоре после этого события Ричард Стрэчен получил под свое командование 42-пушечный фрегат Melampus который летом 1794 года вошёл в состав британской эскадры, патрулирующей северное побережье Франции. Весной 1795 года Стрэчен командовал эскадрой из пяти фрегатов, ведущих патрулирование у берегов Нормандии и Бретани. Во время патрулирования эскадра добилась заметного успеха, захватив или уничтожив значительное количество французских судов, многие из которых перевозили военные грузы. В 1796 году Стрэчен был назначен командовать HMS Diamond, после того как её предыдущий капитан, сэр Сидней Смит, был захвачен в плен во время его экспедиции. 31 декабря 1796 года Стрэчен захватил французский 12-пушечный бриг Amaranthe, который впоследствии был принят в состав Королевского флота как HMS Amaranthe.
В феврале 1799 года Стрэчен был назначен капитаном 74-пушечного корабля Captain. В составе британской эскадры под командованием Джона Маркхэма он принимал участие в сражении 18 июня 1799 года против французской эскадры под командованием контр-адмирала Жана-Батиста Перре, состоявшей из четырёх фрегатов (40-пушечного Junon, 36-пушечного Alceste, 32-пушечного Courageuse, 18-пушечного Salamine) и брига Alerte. Англичане захватили всю французскую эскадру, при этом Captain захватил Alerte. Маркхэм описал Alerte как 14-пушечный бриг с экипажем в 120 человек, под командованием лейтенанта Дюмея.
25 августа 1800 года Стрэчен на Captain принял участие в экспедиции к Ферролю на побережье Испании. Британские войска не встретив сопротивления высадились на небольшом пляже в районе мыса Приор. На рассвете 26 августа было отбито нападение большого испанского отряда. Эта победа, достигнутая со сравнительно небольшими потерями (16 убитых и 68 раненых), дала британцам возможность полностью овладеть высотами Брион и Балон, которые господствовали над городом и гаванью Ферроля. Однако британцы пришли к выводу, что город слишком хорошо укреплен и потому решили отказаться от нападения. В тот же вечер войска вернулись обратно к своим судам.
В ночь с 29 на 30 августа 1800 года корабельные шлюпки с London, Renown, Courageux и Captain у мыса Виго атаковали 18-пушечный французский капер Guepe. Французы оказали ожесточенное сопротивление, но потеряв 25 человек убитыми и 40 ранеными через 15 минут были вынуждены сдаться. Британцы потеряли 4 человека убитыми и 20 ранеными .
17 ноября 1800 года Captain вместе с 32-пушечным фрегатом Magicienne, куттером Nile и люгером Soworrow, крейсировали возле входа в гавань Морбиана, чтобы перехватить французский конвой, когда обнаружили французский 20-пушечный корвет Réolaise коммодора конвоя, который попытался укрыться под защитой береговых батарей. Nile помешал корвету достичь северного берега, и тот двинулся  в порт Навало, где он сел на мель и сдался. Британцы направили шлюпки с Magicienne, чтобы снять с мели или уничтожить корвет, но Réolaise поднял флаг и паруса, обстрелял лодки и двинулся дальше в порт. Тогда Ричард Стрэчен послал шлюпки своей маленькой эскадры, под командованием лейтенанта Уильяма Хеннаха, чтобы захватить или уничтожить корвет. Несмотря на сильный огонь береговых батарей, Réolaise был взят на абордаж и уничтожен.
В 1802 году Стрэчен стал капитаном 74-пушечного корабля HMS Donegal. Нельсон назначил его старшим офицером в Гибралтаре и приказал наблюдать за объединённым французским и испанским флотом в Кадисе. В ноябре 1804 года он обнаружил 42-пушечный испанский фрегат Amfitrite и отправился за ним в погоню. Преследование продолжалось 46 часов, прежде чем испанский фрегат не лишился крюйс стеньги и Donegal не смог его настичь. С борта британского судна спустили шлюпку, на которой испанский капитан был доставлен на борт. Сэр Ричард не говорил по-испански, а капитан не говорил по-английски, поэтому с трудом сэр Ричард попытался сообщить ему, что у него приказ вернуть Amfitrite обратно в Кадис. Стрэчен дал капитану три минуты, чтобы принять решение будет ли он выполнять приказ, но не получив ответа в течение шести минут, приказал открыть огонь по испанскому фрегату. Бой продолжался всего восемь минут, но привел к гибели многих людей, включая и испанского капитана, который был сражен мушкетной пулей. Amfitrite сдался, и после обыска было обнаружено, что он был загружен товарами и почтой для Тенерифе и Гаваны.

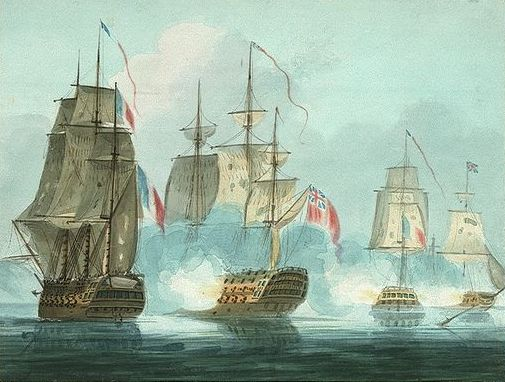
Бой с эскадрой Дюмануара

Весной 1805 года Стрэчен был назначен капитаном 80-пушечного корабля HMS Caesar и командиром отдельной эскадры, включающей три линейных корабля и четыре фрегата для патрулирования в Бискайском заливе. Во время плавания у мыса Финистерре 2 ноября 1805 года эскадра столкнулась с четырьмя французскими линейными кораблями, которые смогли уйти после Трафальгарской битвы под командованием контр-адмирала Пьера Дюмануара. Стрэчен сразу же бросился в погоню, а Дюмануар попытался сбежать от превосходящих сил противника. Эскадра Стрэчена потеряла некоторое время на перестроение, однако Стрэчен отправил в погоню быстроходные фрегаты для того, чтобы догнать и задержать французов до тех пор, пока не подойдут британские линейные корабли.
После нескольких часов ожесточённого сражения Стрэчен вынудил французские корабли сдаться. Все четыре захваченных корабля были отправлены в Великобританию в качестве призов и приняты в Королевский флот. Эта победа завершила разгром французского флота, начатый победой Нельсона при Трафальгаре, а участники сражения были включены в списки награждённых за победу при Трафальгаре. Стрэчен был произведён в чин контр-адмирала синей эскадры, был награждён орденом Бани, а также (специальным актом парламента) получил пенсию в размере 1000 фунтов стерлингов в год.
Вскоре Стрэчен вновь вернулся на службу. Когда эскадра Вильоме прорвала блокаду Бреста и устремилась в Вест-Индию, Стрэчену было поручено начать преследование. Он принял командование эскадрой, которая в поисках французов проследовала прямо к острову Святой Елены, а оттуда на соединение с отрядом коммодора Попхэма, чьей задачей было отобрать у голландцев Кейптаун. В начале апреля 1806 года эскадра Стрэчена вернулась в Англию для ремонта и пополнения запасов, после чего 19 мая вновь отправилась на поиски эскадры контр-адмирала Вильоме. После того как в августе эскадра Вильоме была сильно рассеяна после урагана, Стрэчен перехватил 74-пушечный французский корабль Imputueux, который был вынужден выброситься на берег и затем был сожжен. По возвращении из Вест Индии сэр Ричард служил в блокаде Рошфора до лета 1809 года.
9 июня 1809 года он был назначен командующим британским флотом предназначенным для осуществления высадки на территории оккупированной французами Голландии и открытия северного фронта против Наполеона. Этот флот состоял из тридцати семи линейных кораблей, двадцати четырёх фрегатов, тридцати одного шлюпа и транспортных судов, перевозящих 40 000 армию под командованием графа Чатема. Стрэчен не имел опыта командования столь большой эскадрой, сказался и тот факт, что Стрэчен и Чатем не были подчинены друг другу и являлись вполне самостоятельными начальниками. Отношения с командующим армией лордом Чатемом быстро обострились, и амбициозная Голландская экспедиция не достигла своих целей. Уже в сентябре большая часть англичан вернулась домой. По возвращении в Англию Чатем представил доклад королю Георгу III, обвинив Стрэчена в провале экспедиции. Стрэчен в свою защиту заявлял, что флот сделал всё, что от него требовалось. Тем не менее он был признал виновным за неудачу, и ему больше не давали поручений.

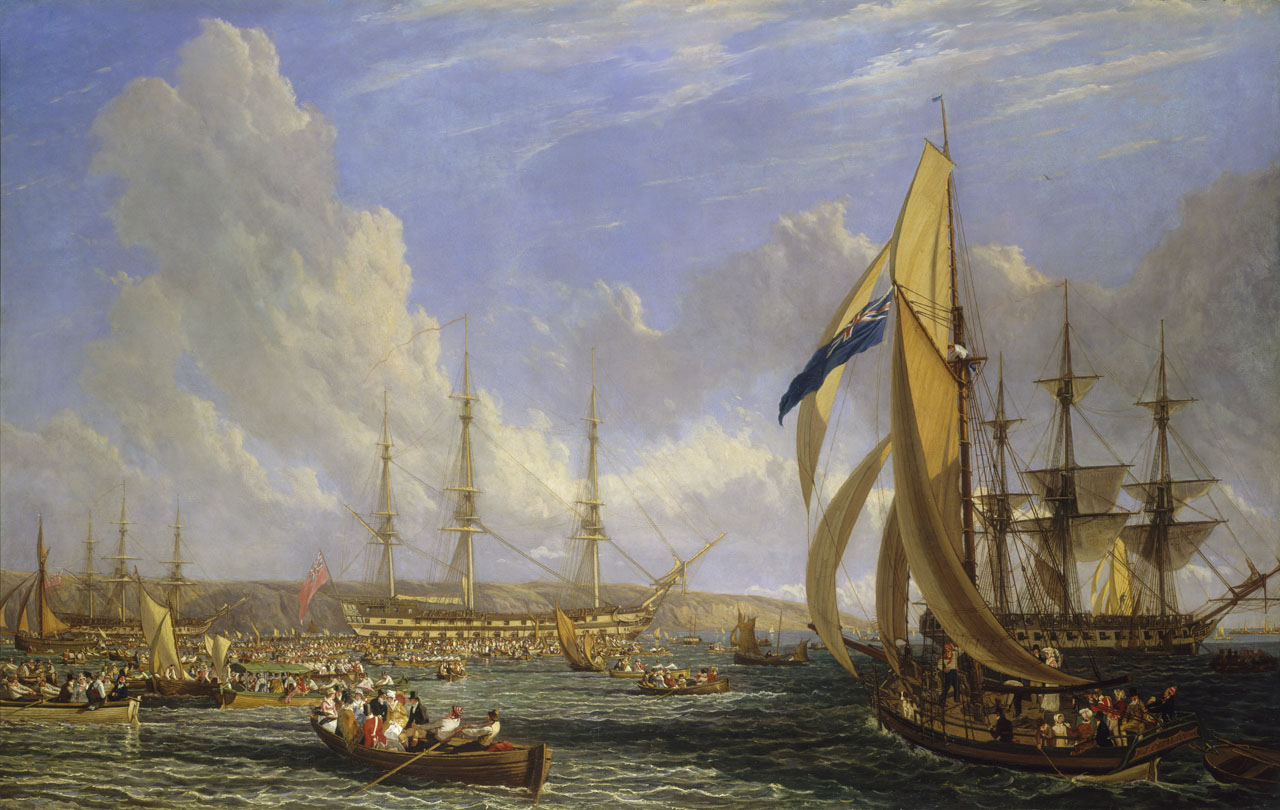
«Беллерофон» в окружении лодок с желающими увидеть Наполеона

Несмотря на неудачную экспедицию и немилость короля, Стрэчен продолжал продвижение по службе по выслуге лет, так он был произведен в контр-адмиралы красной эскадры 25 октября 1809 года, в вице-адмиралы синей эскадры 31 июля 1810 года, в вице-адмиралы белой эскадры 12 августа 1812 года, в вице-адмиралы красной эскадры 4 июня 1814 года, и, наконец, в адмиралы белой эскадры 19 июля 1821 года. После поражения Наполеона и его временного заключения на борту HMS Bellerophon в 1815 году, Страчан отправился увидеть человека, сражаясь против которого он провел большую часть своей службы. Сам Наполеон, очевидно, слышал о Ричарде Стрэчене.
В четверг он (Наполеон Бонапарт) порадовал зрителей появлением на корме и сходнях. Один из его офицеров сообщил ему, что на одной из лодок возле судна находится сэр Ричард Стрэчен, Бонапарт немедленно снял шляпу и поклонился ему с улыбкой.
В 1812 году Ричард Стрэчен женился на Луизе Диллон. У них было три дочери, но не было сыновей. Он умер 3 февраля 1828 года и с его смертью было потеряно право на титул баронета.